# گولریپشی
 گولریپشی (به لاتین: Gulripshi) یک منطقهٔ مسکونی در گرجستان است. گولریپشی ۳٬۹۱۰ نفر جمعیت دارد.